# Scrobipalpopsis
Scrobipalpopsis är ett släkte av fjärilar som beskrevs av Povolny 1967. Scrobipalpopsis ingår i familjen stävmalar, Gelechiidae. Enligt Catalogue of Life och Dyntaxa finns endast en art i släktet, Fjällskråpsmal Scrobipalpopsis petasitis.